# Deportivo Toluca FC
Deportivo Toluca Fútbol Club S.A. de C.V., zkráceně Deportivo Toluca, je mexický fotbalový klub sídlící ve městě Toluca de Lerdo. Hraje na stadionu Estadio Nemesio Díez. Tým byl 10× mistrem Mexika a má červené dresy.

## Historie
Klub byl založen roku 1917.
Roku 1950 tým začal hrát 2. ligu. Roku 1953 postoupil do 1. ligy.
V letech 1967 a 1968 vyhrál klub svoje první 2 tituly, pod trenérem Ignaciem Trellesem. Roku 1968 navíc vyhrál Pohár mistrů CONCACAF. V roce 1975 vyhrál tým ligu potřetí, ale byl kritizován za svoji ultradefenzivní hru.
V letech 1998 až 2010 získal tým dalších 7 mistrovských titulů. Roku 2003 vyhrál podruhé Pohár mistrů CONCACAF.
V roce 2024 přestoupil do klubu Paulinho ze sportingu lisabon za 6,5 mil €

## Hráči na MS
| - Carlos Carus (1954) - Jorge Romo (1958) - Enrique Sesma (1958) - Manuel Camacho (1958) - Carlos Blanco (1958) - Alfredo del Águila (1962) - Pedro Romero (1962) - José Vantolrá (1970) - Rigoberto Cisneros (1978) - Javier Cárdenas (1978) - Mario Medina (1978) - Marcelino Bernal (1994) | - Jorge Rodríguez (1994) - Fabián Estay (1998) - Jaime Ordiales (1998) - José Cardozo (1998, 2002) - Salvador Carmona (1998, 2002) - Rafael García (2002) - Sinha (2006) - Paulo da Silva (2006) - Miguel Ángel Ponce (2014) - Isaác Brizuela (2014) - Alfredo Talavera (2014, 2018, 2022) |

## Úspěchy

### Domácí
- Primera División
  - Mistr (10): 1966–67, 1967–68, 1974–75, Verano 1998, Verano 1999, Verano 2000, Apertura 2002, Apertura 2005, Apertura 2008, Bicentenario 2010

- Copa México
  - Vítěz (2): 1955–56, 1988–89

- Campeón de Campeones
  - Vítěz (4): 1967, 1968, 2003, 2006

### Mezinárodní
- Liga mistrů CONCACAF
  - Vítěz (2): 1968, 2003